# Erzpriester
Erzpriester (lat. Archipresbyter, griech. ἀρχιπρεσβύτερος archipresbýteros, russ. Архипресвитер) ist die Bezeichnung für verschiedene Amtsträger innerhalb der römisch-katholischen, orthodoxen (hier auch Protopresbyter genannt) und altkatholischen Kirche.

## Römisch-katholische Kirche
An Domkirchen werden Erzpriester der Kathedrale seit dem 4. Jahrhundert erwähnt. Sie waren Stellvertreter des Bischofs, denen die Gottesdienstvertretung bei dessen Tod oder Verhinderung oblag. Seit dem 6. Jahrhundert gab es Erzpriester an großen Kirchen der Bischofsstädte und Taufkirchen auf dem Land. Der Klerus des dazugehörigen Sprengels war von ihm abhängig und traf sich mit ihm monatlich. Ab Karl dem Großen gab es in den neu gegründeten kleineren Landpfarreien Erzpriester, ab dem 9. Jahrhundert trugen diese den Titel Dekan. Diese Erzpriester setzten Geistliche ein, visitierten die Pfarreien und meldeten Missstände dem Bischof oder Archidiakon, sie hatten beschränkte Rechtsgewalt und Disziplinarbefugnis.
Der Erzpriester am Dom wurde meist in das später entstandene Domkapitel aufgenommen, wurde Dignitär als Domdekan, zuweilen auch Kapitelsvorsteher (Dompropst), so etwa am Kölner Dom, wo bis heute beide Funktionen bestehen. In den Städten war Erzpriester oft der Titel eines Pfarrers an einer großen Pfarrkirche und mit besonderen Vor- oder Ehrenrechten verbunden. Heute ist der Titel in der römisch-katholischen Kirche ein reiner Ehrentitel, kann aber fest mit dem Amt eines Dekans verbunden sein. So werden die vom Bischof ernannten Vorsteher eines Dekanats, die im deutschen Sprachraum meist „Dechanten“ oder auch „Dekane“ heißen, vor allem in romanischen Ländern auch heute regulär und allgemeinsprachlich als „Erzpriester“ (z. B. italienisch arciprete, spanisch arcipreste) bezeichnet.
Die einstige Stellung des Erzpriesters an einer Bischofskirche lebt bis heute fort an den vier päpstlichen Hauptkirchen Roms, den ehemaligen Patriarchalbasiliken, nämlich der Lateranbasilika, dem Petersdom, Santa Maria Maggiore und Sankt Paul vor den Mauern. Erzpriester an der Petersbasilika ist seit 2021 Mauro Kardinal Gambetti OFMConv, welcher auch Generalvikar für den Vatikanstaat ist. Von 2017 bis 2024 war Angelo De Donatis Erzpriester an der Lateranbasilika, ab 2018 als Kardinal. Stanisław Kardinal Ryłko wurde 2016 zum Erzpriester an Santa Maria Maggiore ernannt, und 2012 wurde James Michael Kardinal Harvey Erzpriester an St. Paul.

## Orthodoxe Kirchen
In den orthodoxen Kirchen wird der Titel des Erzpriesters als Ehrentitel an Geistliche verliehen, oftmals an solche, die an bedeutenden Kirchen oder in hervorgehobener Position im kirchlichen Dienst wirken.

## Altkatholische Kirche
In der altkatholischen Kirche der Niederlande wurde die Bezeichnung Erzpriester im 19. Jahrhundert für einen Dekan gebraucht.